# Federico Lértora
Federico Eduardo Lértora (Mercedes, 5 luglio 1990) è un calciatore argentino, centrocampista del Querétaro.

## Caratteristiche tecniche
È un trequartista.